# Подґає (Мазовецьке воєводство)
Подґає (пол. Podgaje) — село в Польщі, у гміні Стромець Білобжезького повіту Мазовецького воєводства.
У 1975-1998 роках село належало до Радомського воєводства.